# Анабазис Кіра
Анабазис, також «Анабасис» (дав.-гр. Ἀνάβασις), або «відступ десяти тисяч», — головний твір Ксенофонта, в якому він описав відступ десяти тисяч грецьких найманців-гоплітів з Месопотамії на північ до Трапезу після нещасливої для них битви при Кунаксі (401 до н. е.).

## Зміст
Загибель Кіра Молодшого залишила найнятих ним грецьких воїнів посеред незнайомої, ворожої їм країни. Харч на прожиток вони добували в сутичках з місцевими жителями. Пробираючись на північ під керівництвом Ксенофонта та інших аристократів, греки дізналися про звичаї та звички народів Вірменського нагір'я. Коли елліни після тривалих поневірянь нарешті побачили водну гладь Понта Евксинського, вони видали захоплений вигук Таласса! Таласса! («Море! Море!») — їх виснажливий та сповнений небезпек перехід добігав кінця.

## Авторство
Ксенофонт у своїй «Геллініці» не розповідав про відступ Кіра, а натомість відсилав читача до «Анабазису» «Фемістогена з Сіракуз» — Суда десятого століття також описує Анабазис як твір Фемістогена, «що зберігся серед твори Ксенофонта», у записі Themistogeneis. (Фемістоген із Сіракуз, історик. Кірос анавасин, який у Ксенофонта перенесено: та інші речі про власну країну. Дж. С. Ватсон у своїх «Зауваженнях щодо авторства анабазиса» посилається на різні тлумачення слова «перенесений», які дають викликають різні інтерпретації та різні проблеми). Окрім цих двох посилань, немає ніяких авторитетів щодо існування сучасного анабазису, написаного «Фемістогеном із Сиракуз», і, власне, жодної згадки про таку особу в будь-якому іншому контексті.
Наприкінці першого століття Плутарх у своїй «Славі афінян» сказав, що Ксенофонт приписав Анабазис третій особі, щоб відмежувати себе як суб'єкта від себе як письменника. Хоча приписування Фемістогену піднімалося багато разів, погляд більшості вчених значною мірою збігається з поглядом Плутарха, і, звичайно, що всі томи написані Ксенофонтом.

## Структура
Твір «Анабазис» поділяється на сім книг, хоча такий поділ було зроблено після Ксенофонта.
- Книга перша: Армія Кіра вирушає в похід, битва при Кунаксі.
- Книга друга: Підсумки битви, перемовини й перемир'я з царем, загибель грецьких воєначальників.
- Книга третя: Обрання нових ватажків, початок відступу десяти тисяч до Кардуцьких гір.
- Книга четверта: Перехід через край кардуків, зима у Вірменії, після довгих блукань — вихід до моря біля Трабзону.
- Книга п'ята: Мандри берегом моря до Котіори.
- Книга шоста: Вибори нового єдиного ватажка. Похід до Гераклеї. Нові блукання узбережжям й численні втрати. Прибуття до Хризополіса.
- Книга сьома: Перехід на службу до Севта з метою відвоювати своє царство. Прибуття до Мідії. Прибуття до міста Лампсак і нарешті до Пергама, де командування армією взяв на себе Тіброн. Приєднання до інших грецьких військ з метою вступити у війну за Тіссаферн та Фарнабаз.

## Публікація

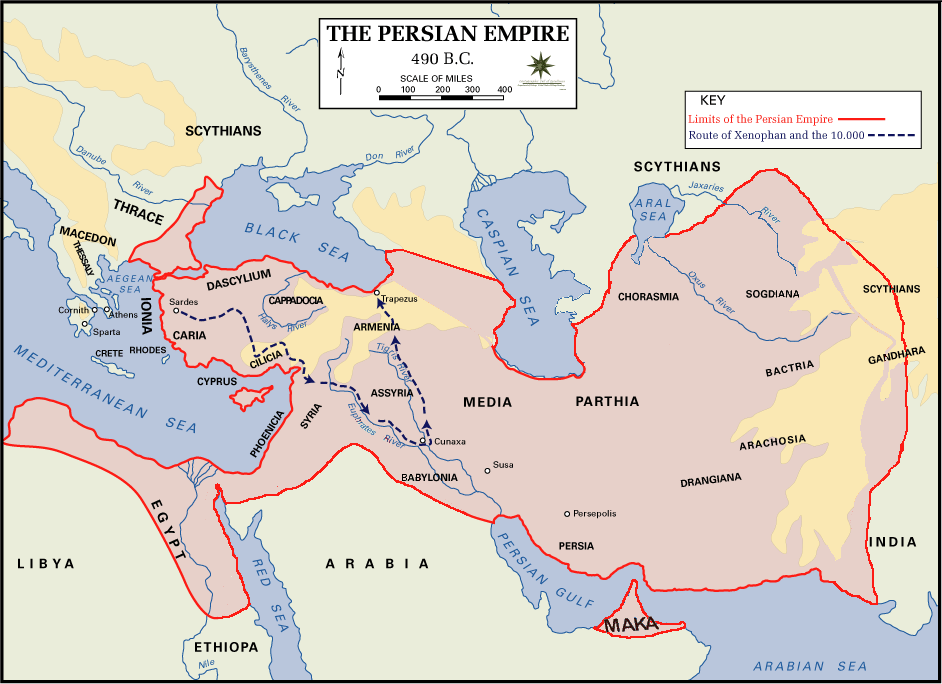
Маршрут десяти тисяч.

Твір Ксенофонта був, можливо, першою в історії автобіографією, однак з'явився під псевдонімом «Фемістоген Сиракузький». Мабуть, знаменитий афінянин не бажав визнавати своє авторство, оскільки книга сприймалася сучасниками як апологія його власних військових талантів та ідей. Адже в порівнянні з іншими грецькими вождями Ксенофонт в «Анабазисі» постає ідеалом розважливості та передбачливості.

## Вплив
Прямий та лапідарний стиль викладу Ксенофонта здобув шанувальників вже в античні часи. Від цього тексту йде традиція античних авторів, підтримана зокрема Цезарем в «Записках про галльську війну», описувати власні дії від третьої особи. Полібій («Загальна історія» III 6, 9) вважав, що книга Ксенофонта надихнула Александра Македонського на підкорення Азії; тієї ж думки дотримувався і Євнапій.
У елементарному курсі давньогрецької мови «Анабазисові» відводилася та ж роль, що й «Запискам про галльську війну» при вивченні латини, — це були вступні тексти в літературу відповідних мов.
Багато поколінь європейських підлітків виросли на цьому читанні.

## Історичні ремінісценції
- «Чеським Анабазисом»[7] іноді називають евакуацію чеського корпусу з Росії 1918 року. Так само, як і гопліти, чехи рухалися суходолом в протилежному від батьківщини напрямку, щоб потім дістатися додому морським шляхом[8].
- Під час операції «Динамо» після битви при Дюнкерку лондонська газета The Times помістила на першій сторінці статтю із заголовком «Анабазис», в якій порівнювала сподівання британських військовиків з радісним криком греків при вигляді моря[9].

## Літературні ремінісценції
- Вірш «Слава морю» з відсилання до Ксенофонтові входить до збірки «Північне море» Генріха Гейне.
- Вигук «Море! Море!» і Ксенофонтова книга не раз згадуються в «Уліссі» Джойса.
- Глава книги Ярослава Гашека «Пригоди бравого солдата Швейка», в якій Швейк, відставши від свого полку, «наздоганяє» його, рухаючись пішки в протилежному напрямку, називається «будейовицьким Анабазисом Швейка».

## Переклади українською
- Ксенофонт. Анабазис. Перекл. Михайла Соневицького. — Нью-Йорк: Наукове Товариство ім. Шевченка, 1986. — 237 с. [Архівовано 13 квітня 2021 у Wayback Machine.]
- Ксенофонт. Анабазис. Переклад Олександра Кислюка. — Київ: Український письменник, 2011. – 317 с. 978-966-579-306-9